# Хейуд (окръг, Тенеси)
Окръг Хейуд (на английски: Haywood County) е окръг в щата Тенеси, Съединени американски щати. Площта му е 1383 km², а населението – 19 797 души (2000). Административен център е град Браунсвил.